# 1095
1095 (MXCV) var ett normalår som började en måndag i den julianska kalendern.

## Händelser

### Mars
- Mars – Den bysantinske kejsaren Alexios I Komnenos sänder ambassadörer till påven Urban II vid Kyrkomötet i Piacenza, för att diskutera om man ska sända legosoldater mot seldjukerna.

### Augusti
- 18 augusti – När Olof Hunger dör efterträds han av sin bror Erik Ejegod som kung av Danmark. Erik blir den fjärde av Sven Estridssons söner på landets tron.

### November
- 27 november – Under kyrkomötet i Clermont tar påven Urban II initiativ till det första korståget.

### Okänt datum
- Portugal grundas för andra gången genom avsöndring från Kastilien.
- Pembroke Castle byggs i Wales.
- Katedralen i Valence i Frankrike invigs.
- Koloman blir kung av Ungern.

## Födda
- Usamah ibn Munqidh, muslimsk krönikör.
- Amadeus III av Savojen.
- Hugh Bigod, 1:e earl av Norfolk.
- Ulvhild Håkansdotter, drottning av Sverige 1117–1125 (gift med Inge den yngre), av Danmark 1130–1134 (gift med Nils Svensson) och återigen av Sverige 1134–1148 (gift med Sverker den äldre).

## Avlidna
- 19 januari – Wulfstan, biskop av Worcester.
- 29 juli – Ladislaus, (eller på ungerska: László I), kung av Ungern från 1077.
- 18 augusti – Olof Hunger, kung av Danmark sedan 1086.
- 12 oktober – Markgreve Leopold II av Österrike.
- El Motamid, abbadidernas kung i Sevilla.